# 黑沐伦河
黑沐伦河，也作哈黑尔河或哈黑尔郭勒，苏吉高勒汇合口以下河段又称海黑令郭勒，位于中华人民共和国内蒙古自治区东部的一条河流，是乌力吉木伦河左岸支流，发源于巴林左旗北部大兴安岭东南麓哈达那拉，向北流进入阿鲁科尔沁旗后逐渐转东南流，纵贯阿鲁科尔沁旗北部和东部地区，于扎嘎斯台镇乌力吉木伦嘎查东南汇入乌力吉木伦河。河流全长212千米，流域面积6044.8平方千米，河道平均比降3.5‰，年均径流量1.321亿立方米。黑沐伦河上游流经大兴安岭南端山地，两岸森林广布。下游流经科尔沁沙地，沿岸多沙丘和湖泡。